# Instituto de Sistemas de Control de Azerbaiyán
Instituto de Sistemas de Control (ISI) es un instituto de investigación científica es parte de la Academia Nacional de Ciencias de Azerbaiyán estructura del Ministerio de Ciencia y Educación de la de Azerbaiyán. Se encuentra ubicado en la calle Bakhtiyar Vahabzade 68 de Bakú.

## Historia
Las primeras investigaciones en el campo de la cibernética en Azerbaiyán se iniciaron en 1952 en el Laboratorio de Electromodelado bajo la Expedición Petrolera. Hasta 2014 se conocía como el Instituto de Cibernética. En 2014, por decisión del Consejo de Ministros, se cambió el nombre del instituto a "Instituto de Sistemas de Gestión" (ISI). En el instituto se llevan a cabo trabajos fundamentales de investigación científica teórica y aplicada en las siguientes direcciones: Problemas teóricos y aplicados de gestión; Tecnologías de inteligencia artificial; y Estudio de los sistemas socioeconómicos.
Han sido sus directores de 1952 a 1965 el profesor Said Amiraslan Alasgarov, de 1965 a 1970 el académico Ashraf Iskander Huseynov, de 1970 a 1988 el académico Jalal Eyvaz Allahverdiyev, de 1988 a 2020 el académico Telman Abbas Aliyev. Desde 2021 su director general es el doctor en ciencias técnicas, profesor y académico Ali Abbasov.
En 2024, participa en la organización de la Conferencia Internacional sobre Tecnologías de la Información y sus Aplicaciones (ITTA'2024).